# НДО-Інформ
Інформаційний бю́летень «НДО-Інфо́рм» — видання Інституту соціокультурного менеджменту, яке розраховане на громадських активістів, працівників закладів культури, посадовців органів виконавчої влади, місцевого самоврядування, журналістів та всіх, хто цікавиться суспільним життям сучасної України. Бюлетень видається із 1999 року і розповсюджується безкоштовно. Вже видано 53 номери, доступний  в електронному та друкованому варіантах. 

## Історія створення
Перший номер вийшов у липні 1999 року за ініціативи громадської організації Центру підтримки творчих ініціатив. Номери 1-8 підготовлені та видані Центром підтримки творчих ініціатив (ЦПТІ) в рамках його проектів, номери 9-12,33,34 підготовлені та видані ЦПТІ в рамках його проектів спільно з Інститутом соціокультурного менеджменту (ІСКМ), номери 13-26,35 підготовлені та видані ІСКМ в рамках його проектів спільно з ЦПТІ, номери 27-32 підготовлені та видані ІСКМ спільно з ЦПТІ та за участі ЦПГКІ та ЦССІ в рамках Центральноукраїнського кластеру проектів «Інтеграція місцевих спільнот».
Із січня 2010 року бюлетень «НДО-Інформ» було офіційно зареєстровано як друкований засіб масової інформації. Свідоцтво про реєстрацію Серія КГ № 522/99 Р.
2010-2011 роки «НДО-Інформ» видавався в рамках проекту «Спільний шлях у майбутнє» за підтримки програми UNITER, Pact. Inc., USAID. 2011 (квітень) -2012 (березень) роки за підтримки Антикризової гуманітарної програми Міжнародного фонду «Відродження». Із 2012 року видається в рамках проекту «Школа громадської участі» за фінансової підтримки Фонду ім. Ч.С.Мотта.
У 2017 році черговий випуск «НДО-Інформ» №1(53) був підготовлений та виданий за підтримки Фонду ім. Ч.С.Мотта та Європейського Союзу в рамках проекту «Інформаційна підтримка реформування місцевого самоврядування» (реалізується в межах проекту «Просування реформ в регіони», що впроваджується Інститутом економічних досліджень та політичних консультацій у співпраці  з  «Європейською правдою».
У 2018 році видано електронну версію бюлетеню, що присвячений жінкам, які досягли успіху в громадській діяльності, активно працюють на користь своєї громади і передають свій досвід іншим. Видання підготовлене в рамках проекту "Залучення через освіту", що реалізується Інститутом соціокультурного менеджменту (ІСКМ) в межах "Програми сприяння громадській активності "Долучайся"", що фінансується Агентством США з міжнародного розвитку (USAID) та здійснюється в Pact Україні.

## Загальна інформація
Бюлетеню «НДО-Інформ» присвячений розгляду актуальних питань, що стосуються розвитку громадянського суспільства на локальному рівні та реформ в Україні. У кожному номері представлені інтерв'ю з провідними міжнародними та вітчизняними експертами громадського сектору, “історії успіху” реалізації громадських ініціатив та проектів від активних громадян, рекомендації фахівців, що безпосередньо займаються розвитком громад та трансформацією закладів культури в Центри місцевої активності.
Останні кілька років постійним редактором є Олена Кваша. Члени редакційної комісії: Лев Абрамов (президент ІСКМ), Тамара Азарова (засновник і секретар Ради ІСКМ) та Оксана Гур'янова (науковий консультант ІСКМ).
На обкладинці бюлетеню завжди представлений епіграф, який влучно підкреслює інформаційний вміст бюлетеню:
"Жіноча робота ніколи не лягає спати" - народна мудрість (2018)
"Реформи не для людей, а з людьми" (2017)
"Ми змінюємо людей, а люди змінюють громади" (2016)
"Зміг сам - навчив іншого - виграли всі" (2015)

## Структура журналу
В бюлетені діють рубрики:
- "Школа громадської участі": життя проекту - висвітлення громадської діяльності учасників проекту "Школа громадської участі" в своїх громадах.
- Знайомство з близька - інтерв'ю з цікавою особистістю, яка ділиться успішним кейсом реалізації проектів як національного та міжнародного характеру.
- Україні відкритий проект - представлення локальних ініціатив громадських активістів України.
- Думка експерта - бачення фахівця громадського сектору щодо важливих питань життєдіяльності та розвитку громад.

## Переглянути «НДО-Інформ»
Нові випуски бюлетеню можна знайти на сайтах ІСКМ: iscm.org.ua lacenter.org.ua та  lac.org.ua
2018 рік
- “НДО-Інформ” №3 (56), 2018
- “НДО-Інформ” №2(55), 2018
- “НДО-Інформ” №1(54), 2018

2017 рік
- «НДО-Інформ» №1(53), 2017

2016 рік
- «НДО-Інформ» №1(52), 2016

2015 рік
- «НДО-Інформ» №1(51), 2015

2014 рік
- «НДО-Інформ» №1(50), 2014

2013 рік
- «НДО-Інформ» №2 (49), 2013
- «НДО-Інформ» №1 (48), 2013

2012 рік
- «НДО-Інформ» №1(47), 2012
- «НДО-Інформ» №1(46), 2012

2011 рік 
- «НДО-Інформ» № 6(45), 2011
- «НДО-Інформ» № 5(44), 2011
- «НДО-Інформ» № 4(43), 2011
- «НДО-Інформ» № 3(42), 2011
- «НДО-Інформ» № 2(41), 2011
- «НДО-Інформ» № 1(40), 2011

2010 рік
- «НДО-Інформ» № 4(39), 2010
- «НДО-Інформ» № 3 (38), 2010
- «НДО-Інформ» № 2 (37), 2010
- «НДО-Інформ» № 1 (36), 2010

2006 рік
- «НДО-Інформ» № 1 (35), 2006

2005 рік
- «НДО-Інформ» № 5 (34), 2005
- «НДО-Інформ» № 4 (33), 2005
- «НДО-Інформ» № 3 (32), 2005
- «НДО-Інформ» № 2 (31), 2005
- «НДО-Інформ» № 1 (30), 2005

2004 рік
- «НДО-Інформ» № 5 (29), 2004
- «НДО-Інформ» № 4 (28), 2004
- «НДО-Інформ» № 3 (27), 2004
- «НДО-Інформ» № 2 (26), 2004
- «НДО-Інформ» № 1 (25), 2004

2003 рік
- «НДО-Інформ» № 12 (24), 2003
- «НДО-Інформ» № 11 (23), 2003
- «НДО-Інформ» № 10 (22), 2003
- «НДО-Інформ» № 9 (21), 2003
- «НДО-Інформ» № 8 (20), 2003
- «НДО-Інформ» № 7 (19), 2003
- «НДО-Інформ» № 6 (18), 2003
- «НДО-Інформ» № 5 (17), 2003
- «НДО-Інформ» № 4 (16), 2003
- «НДО-Інформ» № 3 (15), 2003
- «НДО-Інформ» № 2 (14), 2003
- «НДО-Інформ» № 1 (13), 2003

2002 рік
- «НДО-Інформ» № 1 (12), 2002

2001 рік
- «НДО-Інформ» № 5 (10), 2001
- «НДО-Інформ» № 4 (9), 2001
- «НДО-Інформ» № 2-3 (7-8), 2001
- «НДО-Інформ» № 1 (6), 2001

2000 рік
- «НДО-Інформ» № 3 (5), 2000
- «НДО-Інформ» № 2 (4), 2000
- «НДО-Інформ» № 1 (3), 2000

1999 рік
- «НДО-Інформ» № 2 (2), 1999
- «НДО-Інформ» № 1 (1), 1999